# Politiska protesterna i Thailand 2010

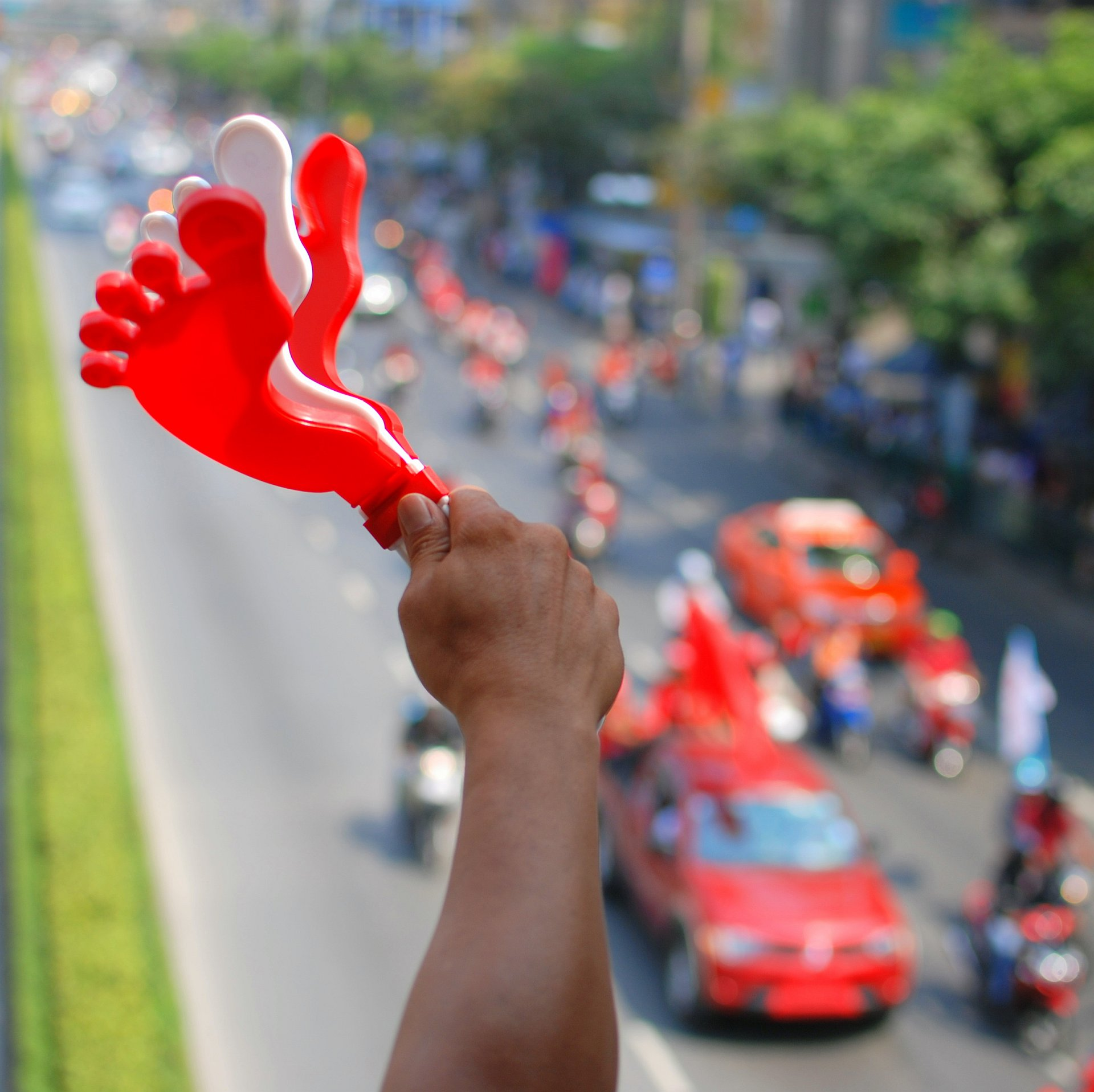
Röda kläppor till formen av en fot är en av rödskjortornas protestsymboler

Thailands politiska protester 2010 var en serie protester mot den styrande regeringen i Thailand mellan 12 mars och 19 april 2010. Protesterna är ett resultat av Thailands politiska kris 2008-2010. Bakom den politiska krisen låg en maktkamp mellan den tidigare premiärministern Thaksin Shinawatra och samhällseliten uppbackad av armén och det kungliga palatset. 
Det fanns en stor ilska mot Thailands premiärminister Abhisit Vejjajivas regering under 2009, med regelbundna hot för en statskupp. I februari 2010 stramade Vejjajiva åt säkerheten i väntan på ett kontroversiellt utslag från Thailands högsta domstol. När utslaget kom den 26 februari var protesterna begränsade, men Demokratiska alliansen mot diktatur, som är rödskjortornas huvudorganisation och parti, klargjorde att man skulle organisera en protest den 14 mars och begära nya val. Vejjajiva stramade ytterligare åt säkerheten i väntan på protesterna.
Protesterna var stora och till största delen fredliga. De pågick i flera veckor. Enstaka explosioner inträffade i olika delar av Bangkok i samband med att demonstrationerna pågick. Spänningen ökade snabbt i början av april, och Vejjajiva förklarade landets status som i nödläge den 8 april. Den 10 april försökte regeringstrupper upplösa protestanterna, vilket resulterade i att 24 personer dog och fler än 800 skadades. Den 22 april dödade en serie granatattacker minst en person och skadade 86 andra.